# 宮田紘次
宮田 紘次（みやた こうじ、1981年 - 2015年10月22日）は、日本の漫画家。東京造形大学卒。

## 来歴
2006年、第8回エンターブレインえんため大賞に「蛇腹」で佳作入賞。『コミックビームFellows!』（エンターブレイン）vol.1の「猫でタンデム」でデビュー。短編「うたたね姫」を2007年3月号、同作の続編を同年10月号に発表し、『コミックビーム』2008年5月号より「ききみみ図鑑」を12月号まで連載。その後『Fellows!』volume4からvolume14にかけて「真昼に深夜子」を連載した。
2015年10月22日、高血圧性脳出血で死去。34歳没。

## 作品リスト

### 単行本
- ききみみ図鑑（2010年、コミックビーム、エンターブレイン 、ビームコミックス、全1巻）
- ヨメがコレなもんで。(2011年、Fellows!、エンターブレイン、ビームコミックス、全2巻）
- うたたね姫（2011年、Fellows!、エンターブレイン、ビームコミックス、全1巻）
- 真昼に深夜子（2012年、Fellows!、エンターブレイン、ビームコミックス、全2巻）
- 犬神姫にくちづけ（2013年、Fellows!、エンターブレイン、ビームコミックス、全6巻）

### 読切
- 猫でタンデム（『コミックビームFellows!』Vol.1） - デビュー作。単行本『うたたね姫』に収録。
- うたたね姫（『コミックビーム』2007年7月号、10月号） - 単行本『うたたね姫』に収録。
- ラストダンスは踊り場で（『Fellows!』volume1） - 単行本『うたたね姫』に収録。
- ヨメがコレなもんで。（『Fellows!』volume4、volume8、volume11B、volume16A&B&C） - 単行本『ヨメがコレなもんで。』に収録。
  - ヨメがコスプレなもんで。（『コスチューム・フェローズ2011』） - 単行本『ヨメがコレなもんで。』に収録。
- LET'S DO THE MONKEY!（『Swimsuits Fellows! 2009』） - 表紙も担当した。単行本『うたたね姫』に収録。
- MY PET ROBOT（『ロボットフェローズ』） - 単行本『うたたね姫』に収録。
- ききみみ図鑑 リプライズ（『ミュージックフェローズ』） - 単行本『ききみみ図鑑』に収録。
- 腐臭が目に染みる（『人外フェローズ』） - 単行本『うたたね姫』に収録。